# Département de Monguel
Le département de Monguel est l'un des cinq départements, appelés officiellement moughataas, de la région de Gorgol, dans le sud de la Mauritanie. Monguel en est le chef-lieu.

## Géographie
Le département de Monguel est situé au nord dans la région de Gorgol et s'étend sur 1 745 km2.
Il est délimité au nord-est par le département de Barkewol, au sud-est par le département de M'Bout, au sud-ouest par le département de Kaédi, au nord-ouest par le département d'Aleg.

## Démographie
En 1988, l'ensemble de la population du département de Monguel regroupe un total de 20 204 habitants.
En 2000, le nombre d'habitants du département est de 32 558 (15 280 hommes et 17 278 femmes).
Lors du dernier recensement de 2013, la population du département a augmenté à 43 224 habitants (19 962 hommes et 23 262 femmes), soit une croissance annuelle de 2,3 % depuis 2000,.

## Liste des communes
Le département de Monguel est constitué de cinq communes :
- Azgueilem Tiyab
- Bakhel
- Bathet Moit
- Melzem Teichet
- Monguel